# 메지로 맥퀸
메지로 맥퀸(メジロマックイーン, Mejiro McQueen, 1987년 4월 3일 ~ 2006년 4월 3일)은 일본의 경주마, 종모마다.

## 생애

### 경주마 시기
1991년 10월 27일에 개최된 제104회 천황상에서는 1위로 입선했으나, 2코너에서 무비 스타와 메이쇼 비토리아, 프레지던트 시티의 진로를 방해한 것으로 판명되어 실격되었다.

## 경주 성적
| 날짜        | 경마장   | 경기명                 | 등급   | 트랙       | 배당 (인기 순위) | 순위 | 시간       | 기수              | 우승마 (2위마)    |
| ----------- | -------- | ---------------------- | ------ | ---------- | ---------------- | ---- | ---------- | ----------------- | ----------------- |
| 1990.02.03. | 한신     | 4세 신마 (현 3세 신마) | -      | 더트 1700m | 3.3 (2)          | 1    | 1.47.7     | 무라모토 요시유키 | (하기노 레전드)   |
| 1990.02.25. | 한신     | 유키야나기상           | 500만  | 잔디 2000m | 2.2 (1)          | 2    | 2.04.6     | 무라모토 요시유키 | 심볼리 데바       |
| 1990.05.12. | 교토     | 아야메상               | 500만  | 잔디 2200m | 1.7 (1)          | 3    | 2.17.5     | 무라모토 요시유키 | 호유 로열         |
| 1990.09.02. | 하코다테 | 오시마 특별            | 500만  | 더트 1700m | 1.7 (1)          | 2    | 1.46.6     | 우치다 고이치     | 만주덴 카부토     |
| 1990.09.16. | 하코다테 | 기코나이 특별          | 500만  | 더트 1700m | 1.2 (1)          | 1    | 1.47.3     | 우치다 고이치     | (리키산 로얄)     |
| 1990.09.23. | 하코다테 | 오누마 스테이크스      | 900만  | 잔디 2000m | 4.1 (1)          | 1    | 2.04.5     | 우치다 고이치     | (토쇼 아이)       |
| 1990.10.13. | 교토     | 아라시야마 스테이크스  | 1500만 | 잔디 3000m | 2.4 (1)          | 2    | 3.06.6     | 우치다 고이치     | 미스터 애덤스     |
| 1990.11.04. | 교토     | 국화상                 | G1     | 잔디 3000m | 7.8 (4)          | 1    | 3.06.2     | 우치다 고이치     | (화이트 스톤)     |
| 1991.03.10. | 주쿄     | 한신 대상전            | G2     | 잔디 3000m | 1.2 (1)          | 1    | 3.07.3 (R) | 다케 유타카       | (고 사인)         |
| 1991.04.28. | 교토     | 춘계 천황상            | G1     | 잔디 3200m | 1.7 (1)          | 1    | 3.18.8     | 다케 유타카       | (미스터 애덤스)   |
| 1991.06.09. | 교토     | 다카라즈카 기념        | G1     | 잔디 2200m | 1.4 (1)          | 2    | 2.13.8     | 다케 유타카       | 메지로 라이언     |
| 1991.10.06. | 교토     | 교토 대상전            | G2     | 잔디 2400m | 1.1 (1)          | 1    | 2.26.5     | 다케 유타카       | (메이쇼 비토리아) |
| 1991.10.27. | 도쿄     | 추계 천황상            | G1     | 잔디 2000m | 1.9 (1)          | DQ   | 2.02.9     | 다케 유타카       | 프레크라스니      |
| 1991.11.24. | 도쿄     | 재팬컵                 | G1     | 잔디 2400m | 1.9 (1)          | 4    | 2.25.3     | 다케 유타카       | 골든 페전트       |
| 1991.12.22. | 나카야마 | 아리마 기념            | G1     | 잔디 2500m | 1.7 (1)          | 2    | 2.30.8     | 다케 유타카       | 다이유사쿠        |
| 1992.03.15. | 한신     | 한신 대상전            | G2     | 잔디 3000m | 1.3 (1)          | 1    | 3.13.5     | 다케 유타카       | (카미노 크레세)   |
| 1992.04.26. | 교토     | 춘계 천황상            | G1     | 잔디 3200m | 2.2 (2)          | 1    | 3:20.0     | 다케 유타카       | (카미노 크레세)   |
| 1993.04.04. | 한신     | 산케이 오사카배        | G2     | 잔디 2000m | 2.4 (1)          | 1    | 2.03.3 (R) | 다케 유타카       | (나이스 네이처)   |
| 1993.04.25. | 교토     | 춘계 천황상            | G1     | 잔디 3200m | 1.6 (1)          | 2    | 3.17.5     | 다케 유타카       | 라이스 샤워       |
| 1993.06.13. | 한신     | 다카라즈카 기념        | G1     | 잔디 2200m | 1.5 (1)          | 1    | 2.17.7     | 다케 유타카       | (이쿠노 딕터스)   |
| 1993.10.01. | 교토     | 교토 대상전            | G2     | 잔디 2400m | 1.2 (1)          | 1    | 2.22.7 (R) | 다케 유타카       | (레거시 월드)     |

- DQ: 실격 (Disqualified)
- R: 신기록 (Record)

## 창작물
- 메지로 맥퀸은 말인간 미소녀로 모에화되어 《우마무스메 프리티 더비》에도 등장한다. 비디오 게임판의 메인 스토리 제1부의 주인공으로 등장한다.